# 巴赫賽芬河
50°45′27.1″N 8°6′56.7″E / 50.757528°N 8.115750°E
巴赫賽芬河（德語：Bachseifen），是德國的河流，位於該國西部，處於北萊茵-威斯特法倫州，屬於黑勒河的支流，河道全長2.3公里，流域面積1.8平方公里。